# Зијакас
Зијакас (грч. Ζιάκας) је насељено место у општини Гребен у периферији Западна Македонија, Грчка. Према попису из 2021. године било је 120 становника.
Зијакас је 1913. године имало 595 житеља Грка. Село се раније звало Тиста.